# سيفالدين العليا (أختاتشي)
سیفالدین العلیا (بالفارسية: سیفالدین علیا) هي قرية تقع في إيران في قسم أختاتشي الريفي (مقاطعة بوكان). يقدر عدد سكانها بـ 131 نسمة بحسب إحصاء 2016.